# AKB48 希望滿席祭 贊否兩論
AKB48 希望滿席祭 贊否兩論（日語：満席祭り希望 賛否両論）是日本女子偶像組合AKB48於2010年3月24至25日在橫濱體育館舉行的演唱會。演出的團體包括AKB48、SKE48及SDN48。

## 概要
- 在2009年12月26日的Team A公演完結後，披露將會在同年3月24至25日在橫濱體育館舉行演唱會[5][6][7]。而在2010年1月11日的Team A公演完結後公佈演唱會的名稱為「希望滿席祭 贊否兩論」[8][9]。

## 參加成員
- AKB48
  - Team A
    - 岩佐美咲、多田愛佳、大家志津香、片山陽加、倉持明日香、小嶋陽菜、指原莉乃、篠田麻里子、高城亞樹、高橋南（高橋みなみ)、仲川遙香、中田千智（中田ちさと)、仲谷明香、前田敦子、前田亞美、松原夏海

  - Team K
    - 秋元才加、板野友美、內田真由美、梅田彩佳、大島優子、小野惠令奈、菊地彩香（菊地あやか)、田名部生來、中塚智實、仁藤萌乃、野中美鄉、藤江麗奈（藤江れいな)、松井咲子、峯岸南（峯岸みなみ)、宮澤佐江、米澤瑠美

  - Team B
    - 石田晴香、奧真奈美、河西智美、柏木由紀、北原里英、小林香菜、小森美果、佐藤亞美菜、佐藤堇（佐藤すみれ)、佐藤夏希、鈴木瑪莉亞（鈴木まりや)、近野莉菜、平嶋夏海、增田有華、宮崎美穗、渡邊麻友

  - Team 研究生
    - 石黑貴己、、大場美奈、絹本桃子、佐野友里子、島崎遙香、島田晴香、高松惠理、竹內美宥、永尾瑪利亞（永尾まりや)、中村麻里子、藤本沙羅、森杏奈、山內鈴蘭、橫山由依
- SKE48
  - Team S
    - 木下有希子、松井珠理奈、松井玲奈、矢神久美、大矢真那、小野晴香、桑原瑞希（桑原みずき)、須田亞香里、高田志織、平田璃香子、平松可奈子

  - Team KII
    - 小木曾汐莉、高柳明音、向田茉夏、石田安奈、古川愛李、松本梨奈
- SDN48
  - 1期生
    - 浦野一美、大堀惠、小原春香、佐藤由加理、野呂佳代

### 只出演第3場公演
- SDN48
  - 1期生
    - 龝田和惠、伊藤花菜、今吉惠（今吉めぐみ)、梅田悠、大河內美紗、加藤雅美、河內麻沙美、近藤沙耶香（近藤さや香)、芹那、陳屈、西國原禮子、畠山智妃、三井裕美（三ツ井裕美)、NaChu（なちゅ)、甲斐田樹里、手束真知子

  - 2期生
    - 相川友希、亞希子、伊東愛、大山愛未、木本夕貴、KONAN、高橋由衣（たかはしゆい)、津田麻莉奈、奈津子、福田朱子、藤社優美、細田海友、松島瑠美、二宮悠嘉、福山咲良、谷咲伴美

## 曲目
- 所有時間為日本時間。

### 第1公演
- 舉行日期：3月24日
- 舉行時間：入場時間17:00、出演時間18:00[1]
- 表演前播報：大島優子

1. overture
2. 初日 - 柏木Team B（下稱Team B）
3. AKB參上! - 高橋Team A（下稱Team A）
4. 化作滾石吧（転がる石になれ） - 秋元Team K（下稱Team K）
5. MC1 - 高橋、秋元、柏木
6. 7點12分的初戀（7時12分の初恋） - 多田、高城、前田敦、仲谷、仲川
7. 遺憾少女（残念少女） - 宮崎、渡邊、近野
8. 制服的抵抗（制服レジスタンス） - 仁藤、板野、小野惠
9. 戀愛禁止條例（恋愛禁止条例） - 岩佐、高橋、片山
10. 心端的沙發（心の端のソファー） - 梅田、大島、藤江
11. 盛夏的聖誕玫瑰（真夏のクリスマスローズ） - 篠田、松原、中田、前田亞（伴舞：高松、橫山、中村、佐野、森、植木）
12. 口對口的巧克力（口移しのチョコレート） - 河西、柏木、北原
13. 心型病毒（ハート型ウイルス） - 指原、小嶋、倉持
14. Blue rose - 菊地、秋元、峯岸、宮澤
15. 真實自我（自分らしさ） - 小野惠、渡邊、佐藤堇（伴舞：橫山、森、竹內、島崎、石黑、島田、高松）
16. MC2 - 小野惠、渡邊、佐藤堇
17. Only today - Team A
18. Dear my teacher - Team A
19. RESET - Team K
20. 唔吼大遊行（ウッホウッホホ） - Team K
21. 呀喝B！（ワッショイB!） - Team B
22. 白襯衫（白いシャツ） - Team B
23. MC3 - SKE48
24. 藍天下的單相思（青空片想い） - 木下、松井珠、松井玲、矢神、小木、高柳、向田
25. 蹦極宣言（バンジー宣言） - 大矢、小野晴、桑原、須田、高田、平田、平松、石田、古川、松本
26. 遠距離海報（遠距離ポスター） - Team PB（多田、仁藤、高城、柏木、宮澤、宮崎、前田亞）
27. MC4 - Team PB
28. 浪漫、不需要（ロマンス、イラネ） - 中田、梅田、小林、佐藤夏、近野、增田、松原、田名部、中塚、仲谷、平嶋、米澤、岩佐、鈴木、野中、松井咲
29. Maybe是藉口（言い訳Maybe） - 板野、北原、小嶋、佐藤亞、佐藤由、篠田、高橋、前田敦、峯岸、宮崎、秋元、大島、小野、河西、倉持、宮澤、浦野、多田、柏木、渡邊、松井珠
30. RIVER - 板野、北原、小嶋、篠田、高橋、前田敦、峯岸、宮崎、秋元、大島、小野、河西、宮澤、柏木、渡邊、松井珠
31. 想見你（会いたかった） - 全員
32. 驚喜之淚！（涙サプライズ！） - 板野、北原、小嶋、篠田、高橋、前田敦、峯岸、宮崎、秋元、大島、小野、河西、宮澤、柏木、指原、仁藤、渡邊、小森、松井珠、松井玲
33. 10年櫻（10年桜） - 全員
34. 大聲鑽石（大声ダイヤモンド） - 全員
35. MC5 - 高橋、秋元、柏木
36. 櫻花印記（桜の栞） - 全員

安可曲
1. 你和太陽和彩虹（君と虹と太陽と） - 全員
2. 為了誰 -What can I do for someone?-（誰かのために） - 全員
3. MC5 - 高橋、柏木
4. 真假搖滾（マジスカロックンロール） - 全員[10]

- 表演後播報：板野友美

### 第2公演
- 舉行日期：3月25日
- 舉行時間：入場時間12:00、出演時間13:00[1]
- 這次公演會以舊Team A、舊Team K及舊Team B進行演出[註 1]。
- 表演前播報：渡邊麻友

1. 檸檬的年紀（檸檬の年頃） - 石黑、島崎、竹內、島田
2. overture
3. 曲終人盡（エンドロール） - 松原、大島、梅田、野呂
4. 黑色天使（黒い天使） - 高城、前田敦、藤江
5. 睡衣兜風（パジャマドライブ） - 平嶋、渡邊、仲川
6. MARIA - 梅田、增田、河西
7. 你是天馬（君はペガサス） - 宮澤、秋元、佐藤夏、野呂
8. 從背後緊緊相擁（背中から抱きしめて） - 高橋、高城、北原、佐藤亞、倉持、指原、仁藤
9. 誘惑的吊襪帶（誘惑のガーター） - 小嶋、大島、篠田
10. 如能被你緊擁（抱きしめられたら） - 柏木、前田敦、板野
11. Lie - no3b（高橋、小嶋、峯岸）
12. MC1 - no3b（高橋、小嶋、峯岸）
13. 最終鐘聲鳴響（最終ベルが鳴る） - 舊Team K、菊地
14. 草原的奇蹟（草原の奇跡） - 舊Team K、菊地
15. Dear my teacher - 舊Team A、野中、岩佐、前田亞
16. 正在戀愛中（ただいま 恋愛中） - 舊Team A、野中、岩佐、前田亞
17. 呀喝B！ - 舊Team B、內田、小森
18. 水手夢見了風暴（水夫は嵐に夢を見る） - 舊Team B、內田、小森
19. AKB參上! - 舊Team A、野中、佐藤堇、松井咲
20. 化作滾石吧 - 舊Team K、菊地
21. 初日 - 舊Team B、內田、小森
22. MC2 - SKE48
23. 藍天下的單相思 - 木下、松井珠、松井玲、矢神、小木、高柳、向田
24. 蹦極宣言 - 大矢、小野晴、桑原、須田、高田、平田、平松、石田、古川、松本
25. Choose me! - Team YJ（倉持、峯岸、菊地、河西、北原、指原、仲川）
26. MC3 - Team YJ
27. 浪漫、不需要 - 中田、梅田、小林、佐藤夏、近野、增田、松原、田名部、中塚、仲谷、平嶋、米澤、岩佐、鈴木、野中、松井咲
28. Maybe是藉口 - 板野、北原、小嶋、佐藤亞、佐藤由、篠田、高橋、前田敦、峯岸、宮崎、秋元、大島、小野、河西、倉持、宮澤、浦野、多田、柏木、渡邊、松井珠
29. RIVER - 板野、北原、小嶋、篠田、高橋、前田敦、峯岸、宮崎、秋元、大島、小野、河西、宮澤、柏木、渡邊、松井珠
30. 想見你 - 全員
31. 驚喜之淚！ - 板野、北原、小嶋、篠田、高橋、前田敦、峯岸、宮崎、秋元、大島、小野、河西、宮澤、柏木、指原、仁藤、渡邊、小森、松井珠、松井玲
32. 10年櫻 - 全員
33. 大聲鑽石 - 全員
34. MC4 - 高橋、前田敦、秋元、大島、柏木、渡邊、松井珠、松井玲
35. 櫻花印記 - 全員

安可曲
1. BINGO! - 全員
2. 機尾雲（ひこうき雲） - 全員
3. MC5 - 全員
4. 真假搖滾 - 全員[11]

- 表演後播報：篠田麻里子

### 第3公演
- 舉行日期：3月25日
- 舉行時間：入場時間17:00、出演時間18:00[1]
- 本场演出中，成员以《马路须加学园》之中的角色出场。
- 表演前播報：前田敦子

1. overture
2. 真假搖滾 - 全員
3. 我的太陽（僕の太陽） - 全員
4. 裙襬飄飄（スカート、ひらり） - 全員[註 2]
5. MC1 - 前田敦、高橋、篠田、小嶋、柏木、大島、板野
6. 鏡中的聖女貞德（鏡の中のジャンヌ．ダルク） - （烤內臟組）指原、北原、高樹、仁藤、小森
7. Confession - （喇叭叭1年生）米澤、仲谷、片山、田名部
8. 春天到來之前（春が来るまで） - （歌舞伎姊妹）河西、倉持
9. 初戀小偷（初恋泥棒） - （山椒姊妹）宮崎、多田、奧
10. 心型病毒 - （雕刻）秋元、（老鼠）渡邊、（學服）宮澤
11. 對不起 我的寶石（ごめんね ジュエル） - 小野、（みなみ）高橋、（尺）峯岸、（珠理奈）松井珠（伴舞：北原、仁藤、佐藤亞、大家、指原、小森）
12. 同班同學（クラスメイト） - （四天王）板野、小嶋、松井玲、柏木
13. 無望之淚（てもでもの涙） - 大島、（サド）篠田
14. 禁忌的2人（禁じられた2人） - 前田、（鬼塚達摩）NaChu
15. MC2 - 走廊奔跑隊（渡邊、平嶋、多田、仲川、菊地）
16. 鬼臉橋 - 走廊奔跑隊（渡邊、平嶋、多田、仲川、菊地）
17. MC3 - SKE48
18. 藍天下的單相思 - 木下、松井珠、松井玲、矢神、小木、高柳、向田
19. 蹦極宣言 - 大矢、小野晴、桑原、須田、高田、平田、平松、石田、古川、松本
20. 不要讓夢想死去（夢を死なせるわけにいかない） -柏木、指原、宮崎、內田、松井咲、佐藤亞、片山、田名部、藤江、大家、岩佐、米澤、平嶋、近野、梅田、中田
21. RUN RUN RUN - 前田敦、高橋、板野、小野、小嶋、篠田、河西、宮澤、大島、秋元、倉持、松原、高城、增田、峯岸、佐藤夏
22. 孤獨的跑者（孤独なランナー） - SDN48（1期生、2期生）
23. MC4 - SDN48
24. 因為喜歡你（君のことが好きだから） - Under Girls（多田、片山、倉持、指原、高城、仲川、前田亞、菊地、仁藤、藤江、石田、奧、小森、佐藤亞、佐藤堇、松井玲）
25. 浪漫、不需要 - 中田、梅田、小林、佐藤夏、近野、增田、松原、田名部、中塚、仲谷、平嶋、米澤、岩佐、鈴木、野中、松井咲
26. Maybe是藉口 - 板野、北原、小嶋、佐藤亞、佐藤由、篠田、高橋、前田敦、峯岸、宮崎、秋元、大島、小野、河西、倉持、宮澤、浦野、多田、柏木、渡邊、松井珠
27. RIVER - 板野、北原、小嶋、篠田、高橋、前田敦、峯岸、宮崎、秋元、大島、小野、河西、宮澤、柏木、渡邊、松井珠
28. 想見你 - 全員
29. 驚喜之淚！ - 板野、北原、小嶋、篠田、高橋、前田敦、峯岸、宮崎、秋元、大島、小野、河西、宮澤、柏木、指原、仁藤、渡邊、小森、松井珠、松井玲
30. 10年櫻 - 全員
31. 大聲鑽石 - 全員
32. MC5 - 高橋、前田敦、秋元、大島、柏木、渡邊、松井珠、松井玲
33. 櫻花印記 - 全員

安可曲
1. MC6 - 全員
2. 你和太陽和彩虹 - 全員
3. MC7 - 全員
4. BINGO! - 全員
5. 機尾雲 - 全員
6. MC8 - 全員
7. 真假搖滾 - 全員[11]

- 表演後播報：高橋南

## 公佈
- 3月24日公佈
  - Team B第4台劇場公演「偶像的黎明」會於2010年4月16日舉行千秋樂，而第5台劇場公演「劇場的女神」將於2010年5月21日開始公演。
  - Team A第5台劇場公演「戀愛禁止條例」會於2010年5月27日舉行千秋樂，而第6台劇場公演「目擊者」將於2010年6月19日開始公演。
  - 2010年6月26日會在泰國曼谷Scala Theater舉行海外公演。
  - 2010年7月10日至11日會在國立代代木競技場第一體育館舉行演唱會。
  - 2010年8月會在廣島、大阪、福岡、仙台、札幌及名古屋舉行全國巡回演唱會[11][12][13]。
- 3月25日公佈
  - 在下午的公演披露第16張單曲「馬尾與髮圈」的PV，並將於2010年5月26日發售。
  - 在晚上的公演宣佈舉行第17張單曲總選舉（第2次總選舉），參選成員為AKB48、SKE48共108名成員，其中1至21名為選拔組成員，而22至40名為Under Girls。開票日期為2010年6月9日[11][14][15][16][17]。
  - 同時亦宣佈將22位成員移籍至其他事務所[11][18]，詳細如下：
    - 尾木製作：岩佐美咲（Team A）、松原夏海（Team A）、野中美鄉（Team K）、小森美果（Team B）
    - 渡边娱乐：大家志津香（Team A）、倉持明日香（Team A）、佐藤夏希（Team B）
    - ATELIER DANCAN（日语：アトリエ・ダンカン）：片山陽加（Team A）、佐藤亞美菜（Team B）
    - 太田製作：指原莉乃（Team A）、北原里英（Team B）、野呂佳代（SDN48）
    - flos two：前田亞美（Team A）
    - Mousa：內田真由美（Team K）、田名部生來（Team K）
    - Dresscode公司：中塚智實（Team K）、鈴木瑪莉亞（Team B）
    - Horipro：仁藤萌乃（Team K）、石田晴香（Team B）、大堀惠（SDN48）
    - SOMEDAY：松井咲子（Team K）
    - Artist-house Pyramid：米澤瑠美（Team K）

## DVD
演唱會的DVD由AKS於2010年6月23日發行，同時發售DVD版本、DVD+MicroSD版本及Premium Box版本。DVD版本分為3個版本，分別收錄第1、第2及第3場演唱會內容，並附送1張生寫真及1張交易卡。DVD+MicroSD版本與DVD版本相似，但再包含收錄了演唱會內容的MicroSD卡，可以在流動裝備中播放。Premium Box版本亦分為3個版本，分別是Team A、Team K及Team B版本。三個版本都包含收錄了3場演唱會及特典片段的DVD、5張生寫真、1張交易卡及120頁寫真集，而3個版本的分別為其包裝，分別印上各Team成員寫下的字句。

### 备注
1. ↑  

Team A：板野友美、北原里英、小嶋陽菜、佐藤亞美菜、佐藤由加理、篠田麻里子、高城亞樹、高橋南、中田千智、藤江麗奈、前田敦子、峯岸南、宮崎美穗

Team K：秋元才加、梅田彩佳、大島優子、大堀惠、奧真奈美、小野惠令奈、河西智美、倉持明日香、小林香菜、佐藤夏希、佐藤夏希、野呂佳代、增田有華、松原夏海、宮澤佐江

Team B：浦野一美、多田愛佳、柏木由紀、片山陽加、小原春香、指原莉乃、田名部生來、仲川遙香、中塚智實、仲谷明香、仁藤萌乃、平嶋夏海、米澤瑠美、渡邊麻友
2. ↑  前列成員為前田敦、高橋、篠田、小嶋、柏木、大島、板野